# HMAS Perth (D29)
HMAS Perth byl lehký křižník Royal Australian Navy třídy Leander. Patřil ke druhé skupině lodí této třídy, které se lišily uspořádáním pohonného systému a dvěma komíny. Křižník byl původně postaven jako HMS Amphion.
V březnu 1941 Perth a jeho sesterské lodě Ajax, Orion a Sydney bojovaly v bitvě u Matapanu. Perth byl později přesunut do Pacifiku. Po vypuknutí války s Japonskem byl součástí bojových sil ABDA, nejprve bojoval v bitvě v Jávském moři a následně byl potopen během bitvy v Sundském průlivu počátkem roku 1942.